# Villa de Ves
Villa de Ves es un municipio y localidad de España situado al sureste de la península ibérica, en la provincia de Albacete, dentro de la comunidad autónoma de Castilla-La Mancha. Pertenece al partido judicial de Casas-Ibañez.

## Historia
La localidad de Villa de Ves fue reconquistada a los musulmanes por Alfonso VIII en los comienzos del siglo XIII, convirtiéndose en villa en el año 1272 bajo el privilegio concedido por Alfonso X el Sabio.
Villa de Ves perteneció al Marquesado de Villena y con los Reyes Católicos pasó a ser realengo.
La aldea de Casas de Ves fue adquiriendo mayor importancia al tiempo que Villa de Ves perdió su valor estratégico, así en el siglo XVIII el municipio residía en Casas de Ves aunque Villa de Ves seguía siendo la cabeza.
En 1838 con Isabel II, Villa de Ves volvió a adquirir la autonomía municipal.
Desde 1962 la cabeza del municipio es la antigua aldea de El Villar, llamada ahora Villa de Ves, mientras que la vieja población recibe el nombre de Barrio del Santuario.

## Geografía
- Altitud: 690 m s. n. m.
- Latitud: 39º 13' 22" N
- Longitud: 001º 15' 37" O

El Río Júcar pasa por el municipio, encontrándose en el mismo el Embalse del Molinar.

## Demografía
Cuenta con una población de 55 habitantes (INE 2024).
| Gráfica de evolución demográfica de Villa de Ves entre 1842 y 2021                                                    |
| |
| Población de derecho según los censos de población del INE. Población de hecho según los censos de población del INE. |

## Monumentos
Cabe destacar la iglesia parroquial de la localidad, hermosa construcción edificada con piedra labrada de estilo gótico tardío por lo que debió ser construida o reconstruida entre los siglos XIV y XV. Las voces del pueblo aseguran que se edificó sobre una antigua mezquita, aunque resulta difícil encontrar datos que testifiquen esta leyenda.
Se sabe que la iglesia parroquial estaba dedicada a Nuestra Señora de la Asunción y que dependía del Obispado de Cartagena. En la actualidad depende del cura párroco de Casas de Ves y a efectos jurídicos eclesiásticos al Obispado de Albacete.

## Fiestas
En el interior de la iglesia parroquial se venera la imagen del Santísimo Cristo de la Vida. Su festividad se celebra el 14 de septiembre, siendo lugar de peregrinación de miles de fieles de toda la manchuela albaceteña y de la vecina comarca valenciana del Valle de Cofrentes.
También se celebran fiestas en torno al 8 de mayo, festividad de San Miguel de Mayo.